# Ratusz w Brześciu Kujawskim
Ratusz w Brześciu Kujawskim – budynek mieszczący się na zachodniej pierzei dawnego rynku. Klasycystyczny ratusz został zbudowany w 1824 według projektu Henryka Marconiego. Dwukondygnacyjna budowla w wieżą i portykiem jest siedzibą władz miasta. 

## Historia
Pierwszy ratusz w Brześciu Kujawskim położony pośrodku rynku został wzniesiony około 1332 roku, w miejscu byłego książęcego grodu. W roku 1667 budowla została spalona przez wojska szwedzkie, a w roku 1820 rozebrano ją. Obecna siedziba władz miasta została wzniesiona w zachodniej pierzei rynku, w 1824 roku, według projektu Henryka Marconiego. W XIX i XX wieku budynek był kilkakrotnie remontowany, jednak do dziś jego pierwotny charakter został zachowany.

Decyzją wojewódzkiego konserwatora zabytków z dnia 9 marca 1988 roku ratusz został wpisany do rejestru zabytków.

## Architektura
Ratusz jest klasycystyczną budowlą wzniesioną na planie prostokąta, ma dwie kondygnacje i jest nakryty dwuspadowym dachem, krytym czerwoną dachówką. Fasada jest boniowana i podzielona pilastrami, a główne wejście prowadzi przez portyk, wsparty na jońskich kolumnach i zwieńczony trójkątnym przyczółkiem z herbem miasta. Pomiędzy kondygnacjami przebiega gzyms opaskowy. Nad portykiem wznosi się dwukondygnacyjna wieża z boniowanymi narożnikami, zwieńczona obszernym tarasem z balustradą.

Ratusz jest siedzibą władz samorządowych i administracyjnych Brześcia Kujawskiego.